# Asha Philip
Asha Philip (ur. 25 października 1990 w Leyton) – brytyjska lekkoatletka specjalizująca się w biegach sprinterskich.
Finalistka mistrzostw świata juniorów z Pekinu (2006) w biegu na 100 metrów i w sztafecie 4 × 100 metrów. W 2007 zdobyła złoto mistrzostw świata juniorów młodszych na dystansie 100 metrów. W tym samym roku została juniorską mistrzynią Europy w biegu rozstawnym 4 × 100 metrów. Brązowa medalistka młodzieżowych mistrzostw Starego Kontynentu z 2011. Na początku 2012 dotarła do półfinału biegu na 60 metrów podczas halowych mistrzostw świata w Stambule. Piąta zawodniczka halowego czempionatu Europy z 2013. Rok później zajęła 4. miejsce na halowych mistrzostwach świata w Sopocie. Srebrna medalistka IAAF World Relays 2014. W tym samym roku startowała na igrzyskach Wspólnoty Narodów, podczas których zdobyła brąz w sztafecie 4 × 100 metrów, a indywidualnie była czwarta w biegu na 100 metrów. Weszła w skład brytyjskiej sztafety, która zdobyła w Zurychu mistrzostwo Europy (2014). W 2016 zdobyła srebrny medal w sztafecie oraz zajęła 4. miejsce na dystansie 100 metrów podczas mistrzostw Europy w Amsterdamie. Brązowa medalistka igrzysk olimpijskich w Rio de Janeiro w biegu rozstawnym, natomiast w 2017 została halową mistrzynią Europy w biegu na 60 metrów. W tym samym roku sięgnęła po srebrny medal mistrzostw świata w Londynie w biegu rozstawnym 4 × 100 metrów, natomiast indywidualnie odpadła w półfinale biegu na 100 metrów. W 2021 zdobyła brązowy medal w sztafecie podczas igrzysk olimpijskich w Tokio, natomiast w 2023 sięgnęła po medal z tego samego kruszcu w światowym czempionacie w biegu rozstawnym 4 × 100 metrów. W 2024 trzeci raz w karierze została złotą medalistką mistrzostw Europy  (biegnąc w eliminacjach biegu rozstawnego 4 × 100 m).
Złota medalistka mistrzostw Wielkiej Brytanii w różnych kategoriach wiekowych.
W przeszłości uprawiała także skoki na trampolinie.

## Osiągnięcia
| Rok  | Impreza                                 | Konkurencja    | Miejsce                     | Lokata     | Wynik (s)     | Reprezentacja |
| ---- | --------------------------------------- | -------------- | --------------------------- | ---------- | ------------- | ------------- |
| 2006 | Mistrzostwa świata juniorów             | Pekin          | bieg na 100 m               | 4. miejsce | 11,48         | GBR           |
| 2006 | Mistrzostwa świata juniorów             | Pekin          | sztafeta 4 × 100 m          | 6. miejsce | 44,74         | GBR           |
| 2007 | Mistrzostwa świata juniorów młodszych   | Ostrawa        | bieg na 100 m               | 1. miejsce | 11,46         | GBR           |
| 2007 | Mistrzostwa Europy juniorów             | Hengelo        | sztafeta 4 × 100 m          | 1. miejsce | 44,52         | GBR           |
| 2011 | Młodzieżowe mistrzostwa Europy          | Ostrawa        | sztafeta 4 × 100 m          | 3. miejsce | 44,34         | GBR           |
| 2012 | Halowe mistrzostwa świata               | Stambuł        | bieg na 60 m                | półfinał   | 7,24          | GBR           |
| 2013 | Halowe mistrzostwa Europy               | Göteborg       | bieg na 60 m                | 5. miejsce | 7,15          | GBR           |
| 2013 | Superliga drużynowych mistrzostw Europy | Gateshead      | bieg na 100 m               | 5. miejsce | 11,78         | GBR           |
| 2013 | Superliga drużynowych mistrzostw Europy | Gateshead      | sztafeta 4 × 100 m          | 5. miejsce | 43,52         | GBR           |
| 2013 | Mistrzostwa świata                      | Moskwa         | bieg na 100 m               | półfinał   | 11,35         | GBR           |
| 2014 | Halowe mistrzostwa świata               | Sopot          | bieg na 60 m                | 4. miejsce | 7,11          | GBR           |
| 2014 | IAAF World Relays                       | Nassau         | sztafeta 4 × 100 m          | 5. miejsce | 42,75         | GBR           |
| 2014 | IAAF World Relays                       | Nassau         | sztafeta 4 × 200 m          | 2. miejsce | 1:29,61       | GBR           |
| 2014 | Igrzyska Wspólnoty Narodów              | Glasgow        | bieg na 100 m               | 4. miejsce | 11,18         | ENG           |
| 2014 | Igrzyska Wspólnoty Narodów              | Glasgow        | sztafeta 4 × 100 m          | 3. miejsce | 43,10         | ENG           |
| 2014 | Mistrzostwa Europy                      | Zurych         | bieg na 100 m               | półfinał   | 11,24         | GBR           |
| 2014 | Mistrzostwa Europy                      | Zurych         | sztafeta 4 × 100 m          | 1. miejsce | 42,24         | GBR           |
| 2015 | IAAF World Relays                       | Nassau         | sztafeta 4 × 100 m          | 3. miejsce | 42,84         | GBR           |
| 2015 | Superliga drużynowych mistrzostw Europy | Czeboksary     | bieg na 100 m               | 1. miejsce | 11,27         | GBR           |
| 2015 | Mistrzostwa świata                      | Pekin          | bieg na 100 m               | półfinał   | 11,21         | GBR           |
| 2015 | Mistrzostwa świata                      | Pekin          | sztafeta 4 × 100 m          | 4. miejsce | 42,10         | GBR           |
| 2016 | Halowe mistrzostwa świata               | Portland       | bieg na 60 m                | 5. miejsce | 7,14          | GBR           |
| 2016 | Mistrzostwa Europy                      | Amsterdam      | bieg na 100 m               | 4. miejsce | 11,27         | GBR           |
| 2016 | Mistrzostwa Europy                      | Amsterdam      | sztafeta 4 × 100 m          | 2. miejsce | 42,45         | GBR           |
| 2016 | Igrzyska olimpijskie                    | Rio de Janeiro | bieg na 100 m               | półfinał   | 11,33         | GBR           |
| 2016 | Igrzyska olimpijskie                    | Rio de Janeiro | sztafeta 4 × 100 m          | 3. miejsce | 41,77         | GBR           |
| 2017 | Halowe mistrzostwa Europy               | Belgrad        | bieg na 60 m                | 1. miejsce | 7,06          | GBR           |
| 2017 | Superliga drużynowych mistrzostw Europy | Lille          | sztafeta 4 × 100 m          | –          | DNF           | GBR           |
| 2017 | Mistrzostwa świata                      | Londyn         | bieg na 100 m               | półfinał   | 11,19         | GBR           |
| 2017 | Mistrzostwa świata                      | Londyn         | sztafeta 4 × 100 m          | 2. miejsce | 42,12         | GBR           |
| 2018 | Halowe mistrzostwa świata               | Birmingham     | bieg na 60 m                | półfinał   | 7,13          | GBR           |
| 2018 | Igrzyska Wspólnoty Narodów              | Gold Coast     | bieg na 100 m               | 4. miejsce | 11,28         | ENG           |
| 2018 | Igrzyska Wspólnoty Narodów              | Gold Coast     | sztafeta 4 × 100 m          | 1. miejsce | 42,46         | ENG           |
| 2018 | Mistrzostwa Europy                      | Berlin         | sztafeta 4 × 100 m          | 1. miejsce | 41,88         | GBR           |
| 2019 | Halowe mistrzostwa Europy               | Glasgow        | bieg na 60 m                | 3. miejsce | 7,15          | GBR           |
| 2019 | Mistrzostwa świata                      | Doha           | bieg na 100 m               | eliminacje | 11,35         | GBR           |
| 2019 | Mistrzostwa świata                      | Doha           | sztafeta 4 × 100 m          | 2. miejsce | 41,85         | GBR           |
| 2021 | Igrzyska olimpijskie                    | Tokio          | bieg na 100 m               | półfinał   | 11,30         | GBR           |
| 2021 | Igrzyska olimpijskie                    | Tokio          | sztafeta 4 × 100 m          | 3. miejsce | 41,88         | GBR           |
| 2022 | Mistrzostwa świata                      | Eugene         | sztafeta 4 × 100 m          | 6. miejsce | 42,75         | GBR           |
| 2022 | Igrzyska Wspólnoty Narodów              | Birmingham     | bieg na 100 m               | półfinał   | 11,35         | ENG           |
| 2022 | Igrzyska Wspólnoty Narodów              | Birmingham     | sztafeta 4 × 100 m          | 2. miejsce | 42,41         | ENG           |
| 2022 | Mistrzostwa Europy                      | Monachium      | sztafeta 4 × 100 m          | –          | DNF           | GBR           |
| 2023 | Halowe mistrzostwa Europy               | Stambuł        | bieg na 60 m                | półfinał   | 7,35          | GBR           |
| 2023 | Mistrzostwa świata                      | Budapeszt      | sztafeta 4 × 100 m          | 3. miejsce | 41,97         |               |
| 2024 | World Athletics Relays                  | Nassau         | sztafeta 4 × 100 m          | 3. miejsce | 42,80 (elim.) | GBR           |
| 2024 | Mistrzostwa Europy                      | Rzym           | sztafeta 4 × 100 m          | 1. miejsce | 42,25 (elim.) | GBR           |
| 2025 | World Athletics Relays                  | Kanton         | sztafeta 4 × 100 m          | 1. miejsce | 42,21 (elim.) | GBR           |
| 2025 | World Athletics Relays                  | Kanton         | sztafeta mieszana 4 × 100 m | 3. miejsce | 40,88         | GBR           |

## Rekordy życiowe
- Bieg na 60 metrów (hala) – 7,06 (2017) były rekord Wielkiej Brytanii
- Bieg na 100 metrów – 11,10 (2015, 2019) / 11,05w (2022)
- Bieg na 200 metrów – 23,45 (2013) / 23,07w (2013)

25 maja 2014 weszła w skład brytyjskiej sztafety 4 × 200 metrów, która z czasem 1:29,61 ustanowiła aktualny rekord kraju w tej konkurencji.
5 sierpnia 2021 weszła w skład brytyjskiej sztafety 4 × 100 metrów, która z czasem 41,55 ustanowiła aktualny rekord kraju w tej konkurencji.